# Дубовий гай (Єнакієве)
Дубовий гай — парк-пам'ятка садово-паркового мистецтва місцевого значення. Об'єкт розташований на території міста Єнакієве Донецької області, парк ім. Вознесенського.
Площа — 16,5 га, статус отриманий у 1932 році.